# Mainzer Kreis
Der von 1801 bis etwa 1830 bestehende Mainzer Kreis war eine im Sprachjargon des Kulturkampfes als „ultramontan“ bezeichnete Gruppe. Nicht zuletzt durch ihr Sprachrohr Der Katholik und die spätere Bekleidung einflussreicher Ämter durch seine ehemaligen Mitglieder blieb die Strömung darüber hinaus bis weit in die zweite Hälfte des 19. Jahrhunderts wirksam und mündete schließlich in den politischen Katholizismus ein.

## Geschichte
Der Mainzer Kreis bildete sich in Mainz aus der Elsässer Gruppe um Bischof Joseph Ludwig Colmar, Andreas Räß, dem späteren Bischof von Straßburg, den Regens des Mainzer Priesterseminars, Bruno Franz Leopold Liebermann, und deren Freunde Nikolaus von Weis, später Bischof von Speyer, sowie Johannes von Geissel, den nachmaligen Kardinal-Erzbischof von Köln.
Der Zirkel der sogenannten „Liebermannianer“ war zu seiner Zeit einer der wenigen, die dezidiert katholische Anschauungen vertraten. Er verstand sich als anti-aufklärerisch, betont kirchen- und papsttreu und bekämpfte heftigst das Staatskirchentum in dem Sinne, dass der Staat quasi letztinstanzlich und aus eigenem Recht heraus selbst in die innersten Angelegenheiten der Kirche hinein – bis in den Unterricht an den Priesterseminaren und die Besetzung der Kirchenämter – Zensur ausübte bzw. eingriff.
Der Mainzer Kreis gründete als sein Sprachrohr die theologisch konservative Monatszeitschrift Der Katholik. Vehement begrüßte der Mainzer Kreis die Umwälzungen des Jahres 1848 und führende seiner Vertreter gehörten zum Umfeld des Paulskirchenparlaments. Aus seinen Reihen kam auch die Anregung zu den Piusvereinen, welche, nach dem damaligen Papst Pius IX. benannt, die neu gewährten Rechte untersuchten, sie zum Nutzen der Kirche umsetzten und über deren Einhaltung wachten. Auch hierzu war Der Katholik eine der Hauptpublikationen im gesamten deutschen Sprachraum, andere, von ihm beeinflusste, folgten nach, wie etwa unter Bischof Nikolaus von Weis, 1848, Der Pilger, die älteste noch existierende katholische Zeitung Deutschlands.
Der Mainzer Kreis gewann außerhalb der intellektuellen Kreise Einfluss auf die breite Masse der Katholiken, deren Wirkung lange anhielt. Er gilt als Vorstufe zum politischen Katholizismus.

## Personenkreis
Neben den schon genannten Personen gehörten zum Mainzer Kreis unter anderem:
- Johann Jakob Humann, Apostolischer Vikar der Bistümer Mainz und Speyer, später Bischof von Mainz,
- Ernst von Gagern, Priester und Onkel des Präsidenten des Paulskirchenparlaments,
- Johannes Cronauer, Domvikar, Bischofssekretär und Domkapitular in Speyer; Päpstlicher Geheimkämmerer
- Anton Spiehler, Bischofssekretär und Domkapitular in Speyer,
- Franz Xaver Remling, Domkapitular, Historiker und Schriftsteller in Speyer,
- Adam Franz Lennig, Domkapitular und Generalvikar in Mainz,
- Christoph Moufang, Neffe Lennigs, Administrator des Bistums Mainz,
- Johann Martin Foliot, Domdechant und Generalvikar in Speyer,
- Johannes Peter Busch, Dompropst und Generalvikar in Speyer,
- Franz Joseph Weiß, Seminarregens, Domkapitular und Domdekan in Speyer,
- Bernhard Magel, Stadtpfarrer in Neustadt an der Weinstraße,
- Heinrich Klee, Dogmatikprofessor in Bonn und München,
- Martin Krautheimer, Dogmatikprofessor und Schriftsteller,
- Kaspar Riffel, Professor für Kirchenrecht und Kirchengeschichte in Gießen,
- Joseph Kehrein, Gymnasialprofessor, Pädagoge, und Dichter in Hadamar und Montabaur,
- Philipp H. Külb, Historiker und Stadtbibliothekar in Mainz,
- Friedrich Lennig, Bruder des vorgenannten Generalvikars, Rheinhessischer Heimatschriftsteller,
- Johann Baptist Lüft,
- Heinrich Joseph Himioben.

Joseph Görres wirkte, als das Blatt 1823–1827 vor der Zensur nach Straßburg ausgewichen war, als Schriftleiter. Später, von 1827 bis 1844, verlegte Der Katholik seine Redaktion in das damals bayerische Speyer.